# Ordubad (rayon)
Ordubad is een district in Azerbeidzjan.
Ordubad telt 46.900 inwoners (01-01-2012) op een oppervlakte van 970 km²; de bevolkingsdichtheid is 48,4 inwoners per km².